# Нагорный, Михаил Тимофеевич
Михаил Тимофеевич Нагорный (23 января 1907, с. Петровское, Благодарненский уезд, Ставропольская губерния, Российская империя — 24 апреля 1991) — советский медик, кандидат медицинских наук, ректор Дагестанского медицинского института (1954—1959). Им было опубликовано около 110 научных работ, имеющих большое теоретическое и практическое значение.

## Биография
Родился в 1907 году в селе Петровском (ныне город Светлоград Ставропольского края). В 1924 году окончил начальную и среднюю школы в родном селе. В 1925 году поступил на медицинский факультет Северо-Кавказского университета в Ростове-на-Дону. В 1932 году в дагестанском селении Ириб Чародинского района была открыта первая участковая больница района, в которой Нагорный работал заведующим. В феврале 1934 года после прохождения специализации в Ленинграде вернулся в Дагестан. Сначала в марте 1934 года был назначен главврачом Дербентской горбольницы, затем с февраля 1935 года заведовал медсанчастью завода «Дагдизель». После чего по приглашению профессора Якова Савицкого с октября 1936 года работал на кафедре хирургии Дагестанского медицинского института. Вначале он был ординатором кафедры факультетской хирургии Дагестанского медицинского института, затем работал ассистентом, а в январе 1944 года стал доцентом. 30 ноября 1940 года в Баку в  Азербайджанском мединституте он затил кандидатскую диссертацию на тему: «Травматические повреждения грудной клетки и лёгких». С начала Великой Отечественной войны его назначают работать в первый эвакогоспиталь Махачкалы № 3187. С июля 1942 по май 1947 он работал начальником медчасти и ведущим хирургом эвакогоспиталя № 5061. С мая 1947 по сентябрь 1950 года он был начальником медчасти Республиканского госпиталя для инвалидов Великой Отечественной войны. В 1951 году он был избран заведующим кафедрой общей хирургии Дагестанского медицинского института. С 1954 по 1959 годы был директором (ректором) института. В 1953 году защищает докторскую диссертацию на тему: «О патологии кости ампутационной культи конечности и методах обеспечения ее функциональной полноценности». 15 декабря 1959 года Нагорный по собственному желанию покинул пост директора (ректора) ДМИ, однако работал в институте на должности заведующего кафедрой госпитальной хирургии, которую он возглавлял на протяжении 22 лет. Далее он работал профессором–консультантом. Михаил Тимофеевич ушёл из жизни 24 апреля 1991 года.

## Труды
- «Травматические повреждения грудной клетки и лёгких»;
- «О патологии кости ампутационной культи конечности и методах обеспечения ее функциональной полноценности»;

## Награды и звания
- Кандидат медицинских наук;
- Доцент;
- Профессор;
- Почетная грамот Президиума Верховного Совета ДАССР
- Значок «Отличнику здравоохранения»
- Заслуженный деятель науки ДАССР»
- Заслуженный врач РСФСР».
- Орден Ленина;
- Орден «Знак Почёта»;
- Орден Трудового Красного Знамени[3];
- Медаль «За оборону Кавказа»;
- Медаль «За победу над Германией в Великой Отечественной войне 1941—1945 гг.»;
- Медаль «За боевые заслуги» (1942)[4][5];